# 左中太常澄
左中太 常澄（さちゅうだ つねずみ、生年不詳 - 1181年）は、平安時代後期の武士。

## 略歴
安房の長狭常伴の郎党。常伴が源頼朝に討たれたため、養和元年7月20日、鶴岡若宮上棟式で頼朝暗殺を試みるが下河辺行平に捕らえられ、翌日殺害された。